# Velika masonska alijansa "Tracija"
Velika masonska alijansa "Tracija" (fran. Grand Alliance Maconnique – Tracia), skraćeno GAM Tracia, je međunarodna savez koji okuplja adogmatske i liberalne slobodnozidarske velike lože iz cijelog svijeta.

## Povijest
Velika masonska alijansa "Tracija" je osnovana 4. travnja 2017. godine u rumunjskom gradu Brașov.

## Ustroj

### Naziv alijanse
Ova masonska alijansa nosi naziv po Traciji (lat. Thracia) ili Trakiji (grč. Θράκη - Thráki), suvremenom zemljopisnom području smještenom na krajnjem jugoistočnom dijelu Balkanskog poluotoka koje su u antičko doba naseljavala brojna plemena naroda pod zajedničkim imenom Tračani (Tračko-Ilirska grana Indoeuropljana), a danas je razdijeljena između Bugarske (Sjeverna Tracija), Grčke (Zapadna Tracija) i Turske (Istočna Tracija). Na tom je području kroz povijest bilo nekoliko suverenih država kao i pokrajina drugih država, među kojima i satrapija Tracija (satrapija Ahemenidskog Perzijskog Carstva od 512. do 465. pr. Kr.) kao i rimska provincija Tracija (rimska provincija od 46. do Dioklecijanove upravne reforme).

### Članstvo
U članstvu ove alijanse je 16 sestrinskih velikih loža u isto toliko različitih država koje su dijelom Međunarodnog suverenog utočišta Dačije (rum. Suveranul Sanctuar al Daciei):
- Azerbajdžan – Velika suverena loža Dačije (azer. Böyük Müstəqil Daçia Lojası)
- Dominikanska Republika – Velika suverena loža Dačije (španj. Gran Logia Soberana de Dacia)
- Engleska – Velika suverena loža Dačije (engl. Sovereign Grand Lodge of Dacia)[5]
- Francuska – Velika suverena loža Dačije (fran. Grande Loge Souveraine de Dacie)
- Grčka – Velika suverena loža Dačije (grčk. Κυριαρχη Μεγαλη Στοα Τησ Δακιασ)
- Hrvatska – Velika suverena loža Dačije
- Kanada – Velika suverena loža Dačije (engl. Sovereign Grand Lodge of Dacia)[6]
- Kamerun – Velika suverena loža Dačije (fran. Grande Loge Souveraine de Dacie)
- Rumunjska – Velika suverena loža Dačije (rumu. Marea Lojă Suverană a Daciei)[7]
- Moldavija – Velika suverena loža Dačije (rumu. Marea Lojă Suverană a Daciei)
- Njemačka – Velika suverena loža Dačije (njem. Große Souveräne Loge von Dacia)
- Sjeverna Makedonija – Velika suverena loža Dačije
- Slovenija – Velika suverena loža Dačije
- Srbija – Velika suverena loža Dačije
- Španjolska – Velika suverena loža Dačije (španj. Gran Logia Soberana de Dacia)
- Ukrajina – Velika suverena loža Dačije (ukra. Велика Суверенна Ложа Дачії)

Također, u članstvu ove alijanse su i 72 druge velike lože iz drugih dijelova svijet. Među njima su i velike lože iz Europe:
- Velika suverena loža Albanije "SGLU"
- Velika francusko-haićanska loža (fran. Grande Loge Franco-Haitienne)[8]
- Velika nacionalna loža masonskih obreda (fran. Grande loge nationale des Rites Maçonniques)[9]
- Velika slobodna univerzalna loža (fran. Grande Loge Universelle Libre)
- Velika regularna loža Kraljevske akademije (fran. Academie Royale Grande Loge Reguliere)
- Velika loža "Futura" (fran. Grande Loge Futura)[10]
- Velika orijentalna regularna loža Francuske (fran. Grande Loge Orientale Régulière de France)
- Velika simbolička loža Burgundije (fran. Grande Loge Symbolique Burgunde)
- Veliki regularni orijent Grčke (grčk. Κανονική Μεγάλη Ανατολή διά την Ελλάδα)[11]
- Velika simbolička loža Italije (tali. Gran Loggia Simbolica Italiana)[12]
- Velika tradicionalna loža Italije
- Velika loža Sardinije za Memfis-Mizraim (tali. Gran Loggia di Sardegna di Memphis-Misraïm)
- Veliki orijent Sredozemlja (tali. Grande Oriente del Mediterraneo)
- Masonski mješoviti red (port. Ordem Mista Maçónica)[13]
- Portugalski masonski red (port. Ordem Maçónica Portuguesa)[14]
- Velika ujedinjena loža Makedonije
- Suverena velika loža Srbije
- Velika ujedinjena loža Srbije
- Velika loža "Mihajlo Idvorski Pupin"
- Velika loža "Nikola Tesla"
- Veliki orijent Andaluzije (španj. Gran Oriente de Andalucía)
- Velika skandinavska egipatska loža (šved. Skandinaviska Egyptiska Storlogen)
- Slobodnozidarski red Zlatnog stoljeća (fran. Ordre Franc-maconnique de la Centurie d'Or)[15]

### Uprava
Ovom alijansom upravlja svjetski veliki majstor (fran. Grand Maître Mondial):
1. Michel Picandet (od 2017.)

### Obredi
Ova alijansa dijeli posebnu nadležnost za sljedeće slobodnozidarske obrede:
- Drevni i prihvaćeni škotski obred
- Ispravljeni škotski obred
- Obred Memfisa-Mizraima

## Vanjske poveznice
- Službena stranica